# إعادة التأهيل بعد الإصابة بفيروس كورونا 2019

أعراض الإصابة بمرض فيروس كورونا 2019

يلزم إعادة التأهيل بعد الإصابة بمرض فيروس كورونا 2019 للأفراد الذين يعانون من مرض معاق طويل الأمد في أي مرحلة من مراحل الإصابة بعدوى مرض فيروس كورونا 2019. ويشمل إعادة تأهيل الأفراد المصابين فحصًا للحاجة إلى إعادة التأهيل، ومشاركة فريق متعدد التخصصات لتقييم وإدارة إعاقات الفرد، واستخدام أربعة فصول قائمة على الأدلة لإعادة التأهيل (التمرين، والممارسة، والدعم النفسي والاجتماعي والتعليم)، وكذلك التدخلات الفردية لمشاكل أخرى.

## النِطَاق
مجموعة المشكلات التي عانى منها الأفراد بعد لإصابتهم بمرض فيروس كورونا 2019 اعتبارًا من January 2021 ، لم يتم وصفها بشكل جيد في الأدبيات العلمية. أصيب الأفراد المصابون بـ مرض فيروس كورونا 2019 بالعديد من المضاعفات، مثل فشل الجهاز التنفسي والفشل الكلوي والتهاب عضلة القلب والتهاب الدماغ وضعف الاستجابة المناعية واضطرابات تخثر الدم . ومع ذلك، يمكن أن يؤثر مرض فيروس كورونا على أي جهاز عضو، وبالتالي يمكن أن يكون له أي أعراض وعلامات. يمكن أن يعاني الأفراد المصابون بالمرض أيضًا من حالات نفسية مثل القلق أو الاكتئاب . قد يعاني الأشخاص الذين احتاجوا إلى تهوية ميكانيكية أثناء إصابتهم بـالمرض من إصابة في الشعب الهوائية وضعف العضلات والهذيان واضطراب الإجهاد اللاحق للصدمة . يمكن أن يعاني الأشخاص المصابون بمرض فيروس كورونا 2019 من انخفاض القدرة على أداء أنشطة الحياة اليومية . 

## المنهج
هناك بيانات محدودة بشأن إعادة التأهيل بعد الإصابة بمرض فيروس كورونا 2019 بسبب الطبيعة الحديثة للمرض. تم اقتراح طريقة إعادة التأهيل الرئوي العامة على أساس مبدأ 4S (بسيطة وآمنة ومرضية وحفظ) في الصين لإعادة التأهيل الرئوي، وخاصة في الأفراد الذين تم قبولهم في وحدة العناية المركزة. خلصت دراسة حديثة إلى أن برنامج إعادة التأهيل التنفسي لمدة ستة أسابيع يحسن وظيفة الجهاز التنفسي ونوعية الحياة وكذلك يقلل من القلق لدى كبار السن المصابين بمرض فيروس كورونا 2019. أوصت إحدى الدراسات بالتعبئة النشطة المبكرة لتحسين قوة العضلات وتنقلها بعد الخروج من المستشفى لدى الأفراد المصابين بـالمرض.
بالنسبة للأفراد الذين يعانون من إجهاد ما بعد المرض، يوصى باتباع نهج يستند إلى توصيات لمتلازمة التعب المزمن. وهناك بعض الدعم المبكر لهذا النهج. على سبيل المثال، قامت دورة إعادة التأهيل الافتراضية لمدة 7 أسابيع التي طورتها مؤسسة صندوق NHS لرعاية منطقة برادفورد بدعم الأشخاص لتحسين نومهم وإدارة مستويات الطاقة (على سبيل المثال عن طريق تحقيق التوازن بين الراحة والنشاط باستخدام الانظام)، وتحسين تنفسهم وإدارة الإجهاد. وجدت دراسة لتقييم الخدمة أن المرضى الذين أكملوا الدورة أدى إلى تحسين نوعية حياتهم بشكل ملحوظ. ومع ذلك، على الرغم من تحسن نوعية الحياة، إلا أنها لم تعد إلى مستويات ما قبل الإصابة بالمرض لغالبية المرضى. تشير هذه النتائج إلى أن متلازمة ما بعد الإصابة بالمرض من المحتمل أن تكون حالة طويلة الأمد تتطلب إعادة تأهيل مستمرة.

## التحديات
في سياق الوباء، من المرجح أن يتم التقليل من التفاعلات وجهاً لوجه. لذلك، يمكن استخدام أنظمة إعادة التأهيل عن بعد لمعالجة الصعوبات المرتبطة بالوباء المستمر. قيود الرعاية الافتراضية هي الأعطال الفنية، ونقص توافر المعدات ونطاق محدود للفحص البدني. لقد قلل الوضع الوبائي من القدرة على تلبية الاحتياجات النموذجية في إعادة التأهيل مثل التفاعل الاجتماعي والاتصال البشري بين مقدمي الرعاية وأفراد الأسرة، وبالتالي الحد من الخيارات المتاحة لإعادة التأهيل متعدد التخصصات.

## أنظر أيضا
- التعب الناتج عن مرض كوفيد -19